# Benoît et Benco
Benoît et Benco est la huitième histoire de la série Benoît Brisefer de Peyo et Albert Blesteau. Elle est publiée pour la première fois du no 2084 au no 2095 de l'édition française du journal Spirou. Elle met en scène le héros de la série Benoît Brisefer et Benco, personnage publicitaire d'une marque de chocolat en poudre.